# 叶永烈
叶永烈（1940年8月30日—2020年5月15日），汉族，浙江温州人，中国著名科普、科幻和传记作家，中国科幻作家的先驱。1963年毕业于北京大学化学系。生前为上海作家协会专业一级作家，曾任中国科普作家协会常务理事、世界科幻大会理事和香港海外文联名誉主席。

## 生平
叶永烈，浙江温州人，生于1940年8月30日（农历七月二十七）。11岁在温州日报副刊上发表诗作。1958年考入北京大学化学系，业余开始科学小品的写作，发表在多家报纸的副刊上，集结成书后的《碳的一家》由位于上海的少年儿童出版社出版。叶永烈也因此应邀成为少年儿童出版社出版的《十万个为什么》丛书化学分册的主要作者。1961年写就《小灵通漫游未来》初稿，却被少年儿童出版社因不和时宜为由退稿，因为当时中国大陆正处在三年大饥荒时期。大学毕业后分配到上海工作。
1978年8月《小灵通漫游未来》因党中央重提四个现代化的号召而得以发表，是为中国在文革之后的第一部科幻小说，主人公小灵通赴误乘高速气垫船赴未来旅行，碰到了作者在书中预言的大量新技术及新发明，最后搭乘火箭返回。小说出版之后风靡全国，初版即行销160余万册，在当时中国的青少年中引起了强烈的反响。叶本人也因为这部小说及其续集声名鹊起，成为当时中国最著名的科幻与科普作家之一。
1983年中共中央发动清除精神污染运动，随后运动走向扩大化，对当时中国的科幻小说事业形成影响。党内保守派声称，不少科幻小说宣传资产阶级自由化，在青少年中造成了严重的精神污染。叶永烈的作品《黑影》在1983年11月3日的《中国青年报》上被点名批评。之后叶永烈被迫放弃了科幻小说的创作，转而从事传记文学的写作，特别是中共领导人如毛泽东、胡乔木和四人帮成员的传记。
1994年成为香港文学艺术家协会荣誉会员。
2018年出版长篇都市小说“上海三部曲”：《东方华尔街》《海峡柔情》《邂逅美丽》。
2020年5月15日9时30分病逝于上海长海医院。

## 主要作品
（按：此列表不全，待补充。）

### 科普
- 《十万个为什么》（叶永烈为作者之一）
- 《小灵通漫游未来》
- 《毛澤東重返人間》
- 《叶永烈自选集》
- 《鏡子小史》

### 传记
- 《红色的起点》
- 《历史选择了毛泽东》
- 《毛泽东与蒋介石》
- 《邓小平改变中国》
- 《“四人帮”传》(包括四人的分卷)
  - 《張春橋浮沉錄》
  - 《江青實錄》
- 《陈伯达传》
- 《他影响了中国：陈云全传》
- 《胡乔木传》
- 《毛泽东的衣食住行》
- 《马思聪传》
- 《反右派始末》
- 《“四人帮”全传》
  - 《江青传》
  - 《张春桥传》
  - 《王洪文传》
  - 《姚文元传》
- 《“四人帮”兴亡》

### 游记
- 《真实的朝鲜》
- 《美国自由行》
- 《俄罗斯自由行》
- 《欧洲自由行》
- 《今天的越南》
- 《我的台湾之旅》
- 《星条旗下的生活》
- 《澳大利亚自由行》
- 《叶永烈海外游记》
- 《中国自由行：中西部卷》
- 《中国自由行：东部卷》
- 《中国自由行：台港澳卷》